# Wendelinskapelle (Kaisten)

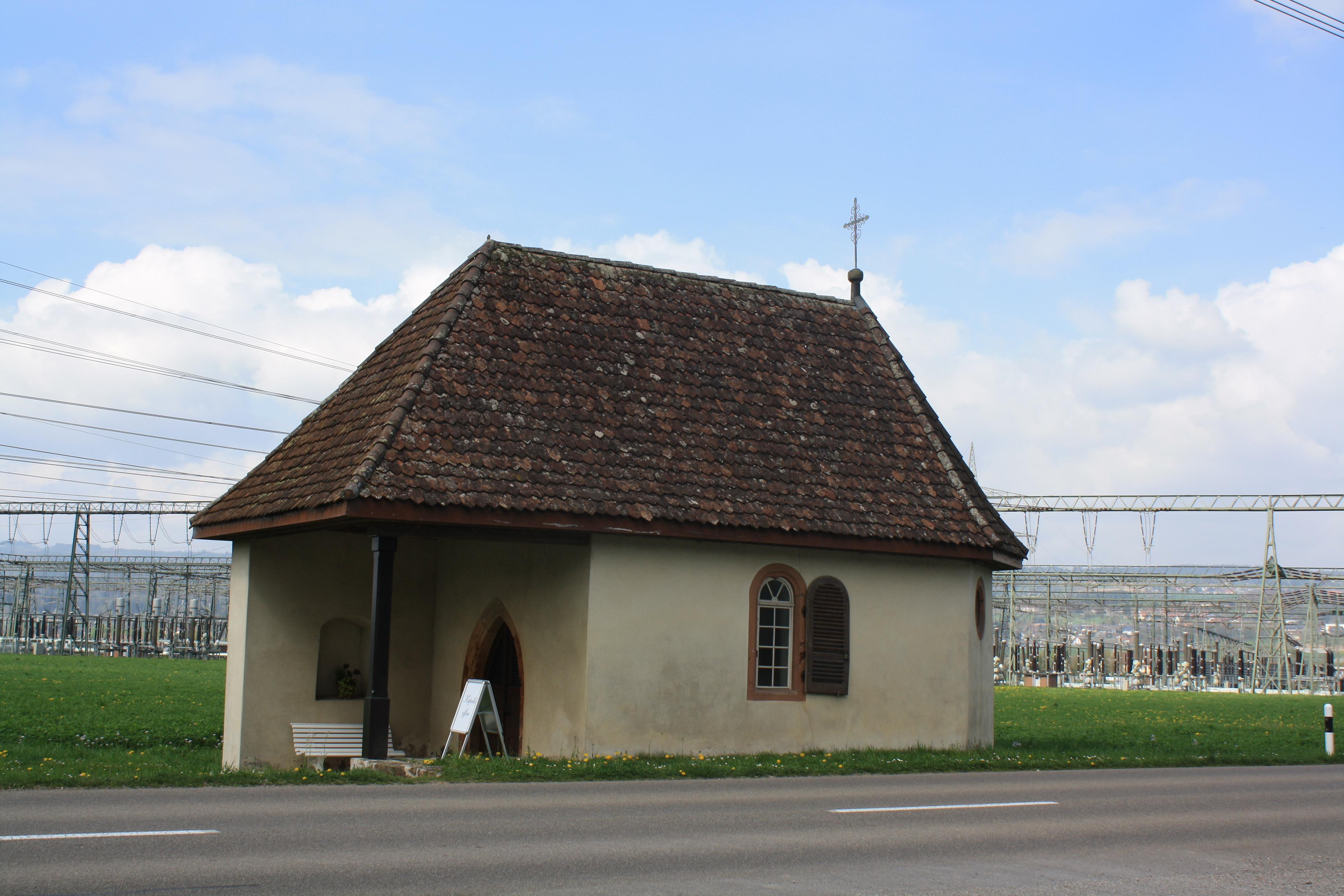
Wendelinskapelle

Die Wendelinskapelle in Kaisten ist eine dem Heiligen Wendelin geweihte Kapelle an der Strasse zwischen Kaisten und Laufenburg im Schweizer Kanton Aargau. 

## Geschichte
Das genaue Alter der Kapelle ist unbekannt. Vermutlich geht sie aber auf das 16. Jahrhundert zurück. Gesichert ist hingegen der Einbau des spätgotischen Spitzbogenportals im Jahre 1672, wovon die im Bogen angebrachte Jahreszahl zeugt. In der Kapelle findet sich ein barocker Altar mit einem Gemälde aus dem 19. Jahrhundert, das den Hl. Wendelin zeigt. Ungewöhnlich ist eine Schutzmauer auf der Westseite vor der Kapelle, die den Platz vor der Kapelle zu einer Vorhalle werden lässt.